# .diamonds
.diamonds est un domaine Internet de premier niveau générique non restreint.
Ce domaine est destiné à l'industrie du diamant (diamond est le mot anglais pour diamant), incluant les commerçants de diamants, les bijoutiers, les coupeurs de diamant, les polisseurs de diamants, les détaillants et les grossistes.
Bien que le domaine soit destiné à l'industrie du diamant, il est ouvert à tous sans restrictions.

## Historique
Le domaine .diamonds a été créé en 2014.

## Statistiques d'usage
En janvier 2025, environ 2 300 domaines utilisent l'extension .diamonds.